# Kotoko
KOTOKO, właściwie Kotoko Horikawa (ur. 19 stycznia 1980) – japońska piosenkarka, kompozytorka oraz autorka wielu tekstów piosenek. Urodzona w Japonii, w Sapporo. W swoim dorobku muzycznym posiada 5 albumów studyjnych (stworzonych we współpracy ze studiami Geneon oraz I've Sound od 2011 związana z Warner Home Video).
Jest autorką ścieżek dźwiękowych do wielu anime (Onegai Teacher, Shakugan no Shana, Mahō Shōjo Tai Arusu, Onegai Twins, Ren'ai CHU, Hayate the Combat Butler, Colorful Kiss, Kapłanki przeklętych dni, Starship Operators, Maria-sama ga Miteru).

## Kariera muzyczna
W 2000 roku z pomocą zespołu producentów ze studia I've Sound nagrała swój pierwszy utwór. Od tamtej pory Kotoko nagrywała m.in. openingi oraz endingi do wielu serii anime, czym przyczyniła się do wzrostu popularności jej dwóch dostępnych na rynku albumów. Jej drugi album, "Glass No Kaze", wydany w czerwcu 2005 roku, był często chwalony na forach internetowych.
13 października, 2005 roku, Kotoko wydała swój czwarty MAXI SINGLE, który obejmował piosenkę z albumu „Glass No Kaze” (Garasu no Kaze); 「421 -a will-」, z nową piosenką zwaną 「Shuusou/Akisou 秋爽 (The Refreshing Autumn Breeze)」. 23 marca 2006 roku Kotoko wydała piąty MAXI SINGLE, na którym znalazł się drugi opening z anime Shakugan no Shana, o nazwie 「being」.

## Dyskografia
- 2000: Sora wo tobetara
- 2004: Hane
- 2005: Garasu no kaze
- 2006: UZU-MAKI
- 2009: Epsilon no fune